# 記念切手

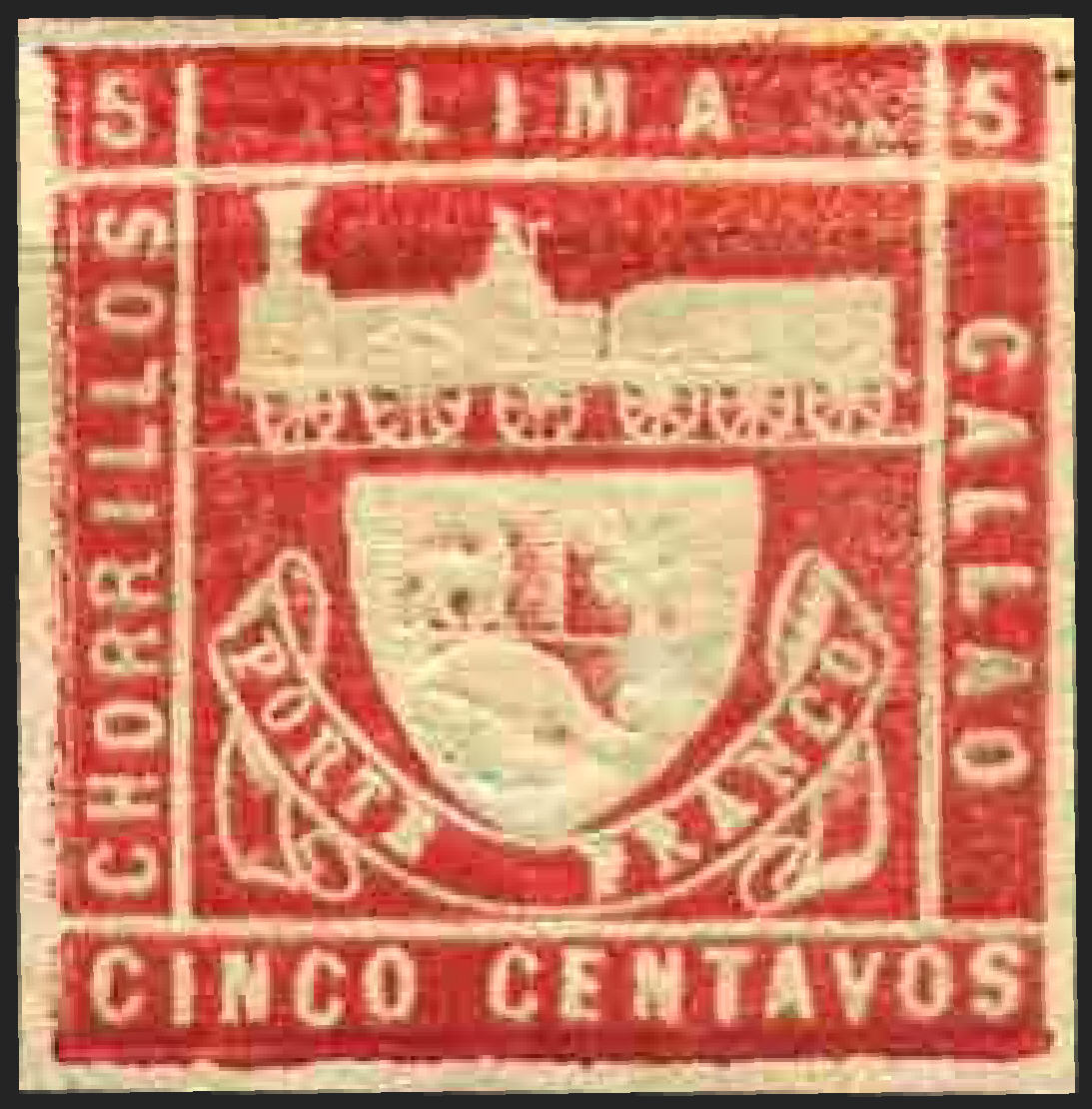
1871年にペルーで発行された記念切手

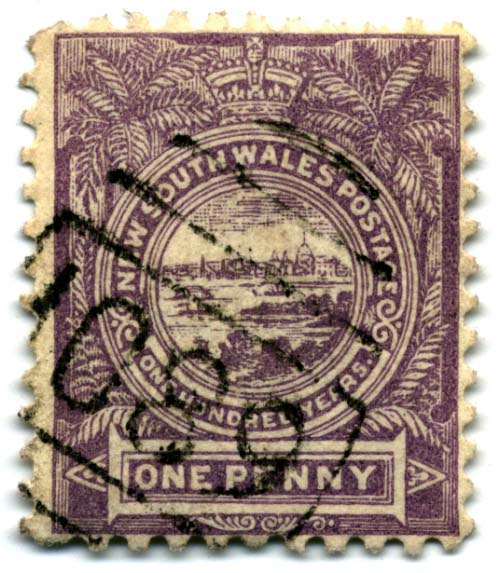
1888年にニューサウスウェールズで発行された記念切手

記念切手（きねんきって、英語: Commemorative stamp）とはなんらかの国家的行事を記念して発行される郵便切手である。販売される郵便局や販売期間、枚数に定めのない普通切手とは異なり一定枚数のみ印刷され、場合によっては販売される郵便局や販売期間、郵便に使用できる期間までも制限されるのが特徴である。なお、キャンペーンや文化財の紹介、国家的宣伝などの意図をもって発行される切手を収集家は特殊切手（恒例切手と呼ぶ場合もある）と呼称している。ただし、このような呼び分けは、日本および中華人民共和国におけるものである。

## 概要
一般的に世界最初の記念切手とされるのは、ペルーが1871年4月に発行した切手である。この切手は、南アメリカ大陸最初の鉄道であるリマ〜カヤオ間の鉄道開通20周年とチョリヨスまでの鉄道延伸を記念して発行されたものである。それ以外に以下の切手が最初の記念切手と主張されることもあるが、発行枚数の制限なく大量に使われていたことから一般的には普通切手とみなされている。
- アメリカ合衆国が1866年に発行した、エイブラハム・リンカーン大統領（前年に暗殺された）の15セント切手
  - 一般的な意味での、アメリカ合衆国初の記念切手は1893年に発行したシカゴ万国博覧会（コロンブス博覧会）の記念切手[1]
- イギリスがヴィクトリア女王即位50周年を機に1887年に発行した新普通切手、ジュビリー・シリーズ[1]
  - 一般的な意味での、イギリス初の記念切手は1924年に発行した大英帝国博覧会（英語版）の記念切手[1]

切手に記念を謳う文字を入れた最初の切手は、ニューサウスウェールズ（現在のオーストラリアの州）が1888年に発行した6種類の切手である。この切手には、英語で「（植民地成立）100周年」と示されている。
記念切手が出現した当時は、これを異端扱いする切手収集家も存在していた。1894年ごろにはブラックリストに入れるべきであると主張する切手収集家団体も存在したが、大勢に大きな影響を与えることは無かった。現在では最も多く発行されている切手の種類のひとつとなっている。
一般的に記念切手は何の記念かを明示するために題名がつけられる事が多いが、何らの説明がない場合もある。また記念切手に慣例的に西暦で年号が入れられているが古い時代の切手にはないものが多く、現在でもない場合もある。西暦のほかに日本（元号）や北朝鮮（主体年号）など、その国独自の年号が入れられている場合もある。
中国の切手には「編号」とよばれるインディックスナンバーが入れられている。これは切手の下部に入れられており、1949年に最初に発行された記念切手には「紀1 4-2」などと入れられていた。これは第1回発行の記念切手のセットで、4種セットのうちの2番目の意味である。この制度は1966年の文化大革命で中断したが1974年から「J」に変更されて復活し、1992年以降は「20XX-11 （3-2）J」といった記名方法に変更された。なお特殊切手の場合は「特」（1974年以降はT）である。また同様な制度はベルギーなどでも行われている。

## 日本の記念切手

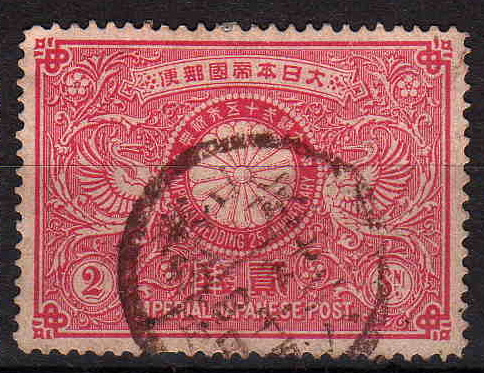
明治天皇銀婚切手（2銭）

日本の最初の記念切手は、1894年3月9日に発行された明治天皇銀婚記念（2銭と5銭の2種）である。この切手には英文でも記念銘が加えられていた。当時は記念切手という呼称はなく、「特別切手」と呼ばれていた。
1905年発行の日韓通信業務合同記念から1927年発行の万国郵便連合加盟50年記念までは、「記念」ではなく「紀念」と書かれていた。これは「記念」には「かたみ」の意味があり、逓信省（当時）がこれを避けたためだといわれている。大正から昭和にかけて文部省（当時）で「記念」の語を使うようになったためこれに倣い、1928年発行の昭和大礼記念から、現在と同じ「記念」という表記が使われるようになった。なお、中国では現在も「紀念」の字が使われている。
日本では昭和初期まで記念切手は数年に一度しか発行されていなかった。記念切手は2種または4種のセットで発行され天皇即位・立太子の礼など皇室関係の慶事を記念したものや明治神宮や伊勢神宮などの神道に関係するものが主であったが、第一次世界大戦終結を祝う平和切手や第15回赤十字国際会議の記念切手なども発行されていた。第二次世界大戦後は毎年のように発行されるようになり、現在では毎年数十種前後の記念切手が発行されている。なお、日本で発行時に記念切手と特殊切手などそれ以外との区別されるのは発行初日に作成される初日カバーに郵便局で用意される日付印の使用である。記念切手の場合、特別にデザインされた記念印（特殊通信日付印）が用意されるが特殊切手の場合には初日用通信日付印（絵入ハト印）が用意されるほか普通切手などでは図柄のないハト印しか用意されないため、区別することが出来る。
2008年の郵政民営化前後には各地の郵便局や様々な企業がフレーム切手を活用し、80円切手10枚であっても1200円から4000円と制作費に権利料などを上乗せして販売した「記念切手」が販売されているがオリジナルデザインの部分が「タフ」と呼ばれる「余白」扱いである為、従来の切手とは区別される。同様なものはアメリカ合衆国などでも顧客サービスの一環として行われている。